# (801) Helwerthia
(801) Helwerthia – planetoida z pasa głównego asteroid okrążająca Słońce w ciągu 4 lat i 76 dni w średniej odległości 2,61 au. Została odkryta 20 marca 1915 roku w Landessternwarte Heidelberg-Königstuhl w Heidelbergu przez Maxa Wolfa. Nazwa planetoidy pochodzi od panieńskiego nazwiska matki odkrywcy, Elisy Helwerth-Wolf.